# Джон Дюпон
Джон Елютер Дюпон (на английски: John Eleuthère du Pont) е американски бизнесмен и филантроп, член на видния род Дюпон (DuPont).
Осъден е за убийството трета степен на олимпийския шампион по свободна борба Дейвид Шулц през 1996 година. Известен е и като като любител орнитолог, филателист, както и в свободната борба като треньор, спонсор, собственик на клуба по борба FOXCATCHER.
Дюпон спонсорира българската свободна борба. Той е личен спонсор на многократния световен и олимпийски шампион Валентин Йорданов, който дори живее известно време в имението на Дюпон в САЩ.
Филмът от 2014 година Ловец на лисици разглежда живота на Дюпон.

## Биография

### Произход и младежки години
Джон Дюпон е роден във Филаделфия, Пенсилвания, син е на Уилям Дюпон-младши и Жан Лайстър Остин (1897-1988). Сватбата на родителите му е на 1 януари 1919 г., в Роузмонт, Пенсилвания, а церемонията е определена от пресата по това време като „сватбата на века“.
Дядо му по майчина линия, Уилям Лайстър Остин, изпълнителен директор на „Болдуин Локомоушън Уъркс“, дарява на младото семейство като сватбен подарък парцел от 242 акра (0,98 км²). Върху този терен през 1922 година Уилям Дюпон-старши построява за младата двойка „Liseter Hall“ - разкошна 3-етажна сграда в стил от щата Джорджия.
Родителите и на двете семейства са имигрирали в САЩ в началото на 19 век. Джон Дюпон е най-малкият от 4 деца, има 2 сестри – Жан Дюпон Макконъл и Евелин Дюпон Доналдсън, както и брат – Хенри Дюпон.
Джон завършва училището „Хейвърфорд“ през 1957 година. Учи в колеж в Маями, Флорида. Завършва Университета в Маями през 1965 г. с бакалавърска степен по зоология. Защитава докторска степен по естествени науки от Университета Виланова през 1973 година.
На 3 септември 1983 г. се жени за терапевтката Гейл Уенк, но бракът е разтрогнат след само 90 дни съвместен живот.

### Убийството на Дейвид Шулц
През 1997 г. Джон е осъден за убийството на олимпийския златен медалист по борба Дейвид Шулц, извършено през 1996 година, за което е осъден на затвор от 13 до 40 години. Експерти, привлечени на съдебния процес, свидетелстват, че Дюпон страда от Параноидна шизофрения.
На 26 януари 1996 г. Дюпон застрелва Шулц на алея в имението си, като за убийството свидетелстват съпругата на Шулц и шефът на охраната на Дюпон. Началникът по сигурността е седял на пътническата седалка в колата на Дюпон, когато милионерът възпроизвежда 3 изстрела по Шулц. Полицията така и не установява мотивите. Преди да причини смъртта му, Дюпон и Шулц са дългогодишни приятели.
След стрелбата, ексцентричният мултимилионер се барикадира в имението си 2 дни, преговаряйки с полицията по телефона. Органите на реда не употребяват сила, за да го задържат. Арестуван е, когато излиза навън, за да поправи отоплението.

### Съдебен процес
По време на процеса, експерт от привлечените от защитата психиатри, описва Дюпон като страдащ от параноидна шизофрения, заявявайки, че Джон е вярвал, че Шулц е част от международен заговор, чиято цел е да го убият, което е причината да скрие бръснач на таванското помещение.
На делото защитата пледира за „невинен поради невменяемост“. Съдебните заседатели го обявяват за виновен на 25 февруари 1997 г. в убийство „трета степен“, но приемат, че обвиняемият е душевно болен. В Пенсилвания „трета степен“ на убийство е по-лека от това да бъде обвинен в убийство „първа степен“ (умишлено) или „втора степен“ (по време на извършване на престъпление), което показва липсата на умисъл. В наказателния кодекс на Пенсилвания „лудост“ се отнася за човек, чиято „болест или дефект“ не му дава възможността да обмисля постъпките си, нито е в състояние да ги разбере. Въз основа на решението, че е „виновен, но с психични проблеми“, съдебните заседатели дават правото на избор на съдия Патриша Дженкинс да го осъди на затвор със срок на излежаване от 5 до 40 години.
На пледоариите, прокуратурата пропуска да спомене, че Дюпон е използвал „кухи“ куршуми, както и че е възпроизвел последния изстрел в гърба на Шулц, докато жертвата е пълзяла в опит да се спаси, с лице надолу в снега и с кървяща огнестрелна рана в гърдите. Някои членове на семейство Шулц изразяват негодувание от присъдата.
Вдовицата Нанси Шулц и двете им деца получават няколко милиона долара обезщетение след дълги спорове.
Джон Дюпон е осъден на излежаване на присъда в размер от 13 до 30 години лишаване от свобода, която да излежи в Държавната изправителната институция „Mercer“ от системата на Департамента по затворите на щата Пенсилвания.
В опити да го защитят, приятели на мултимилионера заявяват, че използването на огнестрелно оръжие е нетипично за него. Известната състезателка по триатлон Джой Хансен Лойтнер, която е живяла в продължение на 2 години в имота на Дюпон, заявява, че Дюпон ѝ е помогнал да премине през много тежък период от живота ѝ в средата на 1980-те години. По-късно тя заявява: „Със своето семейство и приятели, Джон ми даде нов живот. Той ми даде повече от пари, той се раздаде емоционално“. Тя изразява скептичност относно убийството като казва: „Няма как Джон в пълно съзнание да е убил Дейв“.
За да излежи максималното си наказание, Джон е би трябвало да престои в затвора до 29 януари 2026 година, когато би бил на 87 години. Върховният съд на САЩ потвърждава присъдата през 2000 година.
През 2010 г. 3-ти американски апелативен съд във Филаделфия отхвърля всички опити за обжалване. В последната си жалба, адвокатите на осъдения пледират, че Дюпон е употребявал българското лекарство „N-butyl scopolamine“, чиято употреба може да усложни душевно заболяване, и че на предишните процеси защитата на милионера е пропуснала да проучи факта, че този препарат може да е повлиял на умственото състояние на подсъдимия. Вероятно защитата споменава за българския препарат „Buscomed“, който е помощно спазмолитично лекарство, чиято активна съставка е Butylscopolamine.

### Смърт
Умира на 9 декември 2010 година в щатски затвор в Пенсилвания. Говорител на Отдел „Затвори“ на щата обявява, че Дюпон е намерен бездиханен в леглото в килията си. Обявен е за мъртъв в 6:55 часа в Окръжна болница „Съмърсет“, като 2 дни след смъртта му причини за кончината не са обявени.